# Remon de Vries
Remon de Vries (Apeldoorn, 6 juli 1979) is een Nederlands voormalig betaald voetballer.
De Vries speelde in zijn jeugd voor Groen Wit '62, AGOVV en Vitesse. Op 15 augustus 2003 in de wedstrijd AGOVV Apeldoorn-TOP Oss (1-2) maakte hij zijn profdebuut, bij de toenmalige nieuwkomer in het betaalde voetbal AGOVV Apeldoorn. Na één jaar bij de profs van AGOVV vertrok hij naar Heracles Almelo, waarmee hij kampioen werd van de eerste divisie (2004/2005). Ook na de promotie bleef De Vries basisspeler bij Heracles. In het seizoen 2009/10 keerde hij terug naar Apeldoorn. In 2010 kwam zijn profloopbaan ten einde en ging hij als amateur bij WHC spelen. In 2014 keerde hij terug bij de amateurs van AGOVV.

## Clubstatistieken
| Seizoen        | Club            | Land      | Competitie     | Duels | Goals |
| -------------- | --------------- | --------- | -------------- | ----- | ----- |
| 2003/04        | AGOVV Apeldoorn | Nederland | Eerste divisie | 32    | 0     |
| 2004/05        | Heracles Almelo | Nederland | Eerste divisie | 35    | 2     |
| 2005/06        | Heracles Almelo | Nederland | Eredivisie     | 31    | 0     |
| 2006/07        | Heracles Almelo | Nederland | Eredivisie     | 23    | 0     |
| 2007/08        | Heracles Almelo | Nederland | Eredivisie     | 14    | 0     |
| 2008/09        | Heracles Almelo | Nederland | Eredivisie     | 23    | 0     |
| 2009/10        | AGOVV Apeldoorn | Nederland | Eerste divisie | 14    | 0     |
| Totaal         | Totaal          | Totaal    | Totaal         | 172   | 2     |
| Bijgewerkt tot | 16 maart 2010   |           |                |       |       |